# Hạ lạp
Hạ lạp hay Tuổi hạ là một cách thức tính thời gian công đức tu hành của một tu sĩ Phật giáo. Thời gian công đức tu hành này có thể ảnh hưởng đến tiến trình đề cử và suy tôn các chức danh Phật giáo, đặc biệt trong Tịnh độ tông.
Đối với những người tu sĩ, sau khi gia nhập Tăng-già và thọ giới Tỳ kheo, thường được khuyến khích thực hành những tuần lễ ẩn tu vào mùa hè, thường được gọi là "an cư kiết hạ", cứ mỗi năm ba tháng âm lịch từ ngày trăng tròn tháng 4 đến ngày trăng tròn tháng 7, cùng nhau tu tập tại một nơi nào đó để an tâm tu học, tinh chuyên giữ giới. Sau ba tháng ấy, được kể là một hạ. Theo Tứ Phần Luật, Tỳ kheo được phân chia làm 4 cấp theo tuổi hạ được tính: Hạ Tọa (0 đến 9 hạ), Trung Tọa (10 đến 19 hạ), Thượng tọa (20 đến 49 hạ) và Trưởng Lão (50 hạ trở lên).